# Patriarsze Prudy

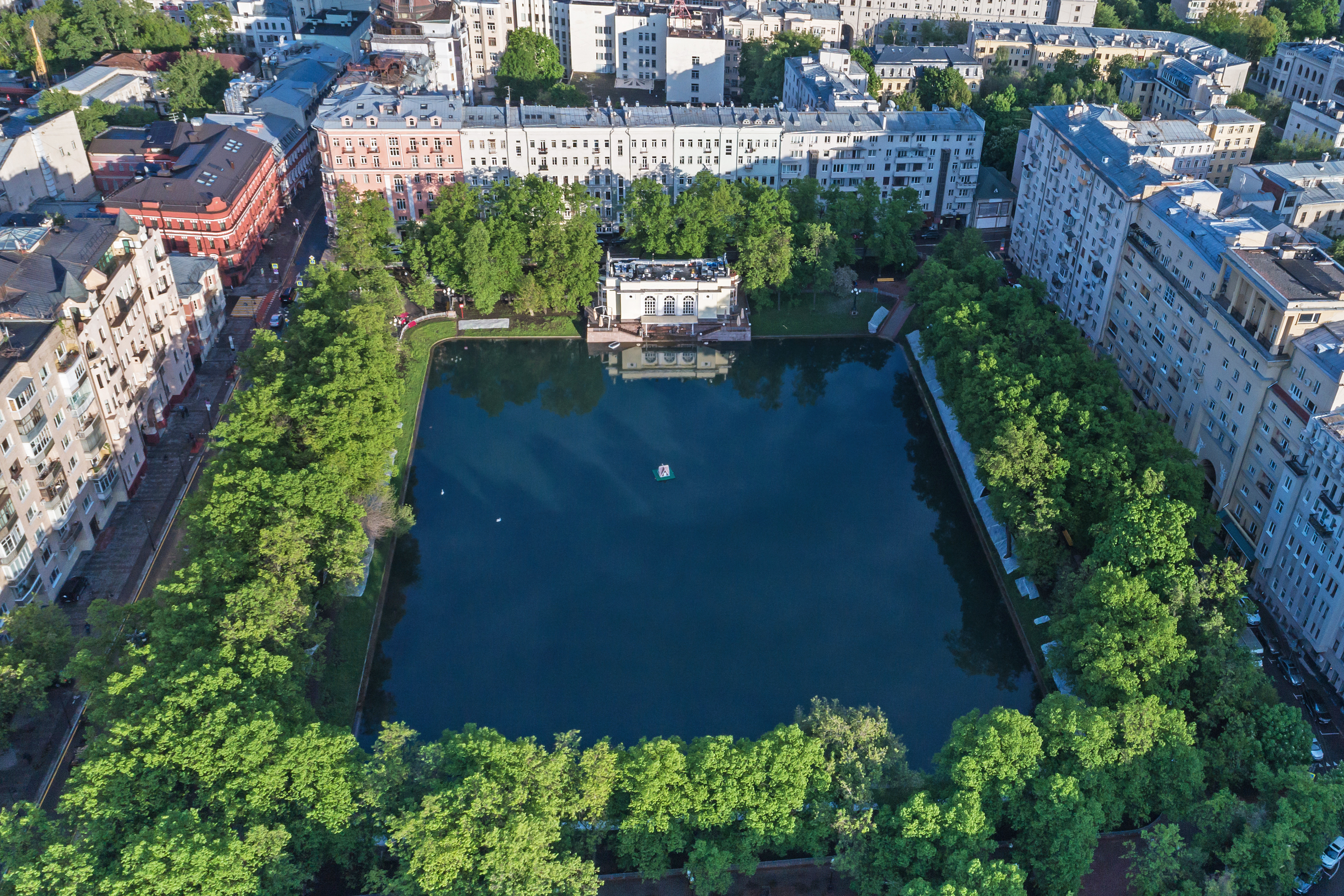
Patriarsze Prudy, 2017

Patriarsze Prudy (ros. Патриа́ршие пруды́) – skwer w Moskwie, w kształcie prostokąta, zlokalizowany blisko obwodnicy Sadowa. Wydzielony przez ulice: Mała Bronna, Jermołajewska oraz Duży i Mały Patriarszy Pierieułek. Kompleks parkowy zajmuje obszar 2,2 hektara, z czego 6323 m² to ścieżki i tereny rekreacyjne, zaś 7924 m² to tereny zielone. W środku parku zlokalizowany jest staw o powierzchni 9900 m² i głębokości około 2,5 m.   
Miejsce znane głównie z początku powieści Michaiła Bułhakowa Mistrz i Małgorzata (to tutaj Berlioz dowodził Iwanowi Bezdomnemu, że Jezus nie istniał, tutaj też obaj spotkali się z Wolandem). W rzeczywistości w opisanym miejscu nie ma i nie było torów tramwajowych.

## Nazwa

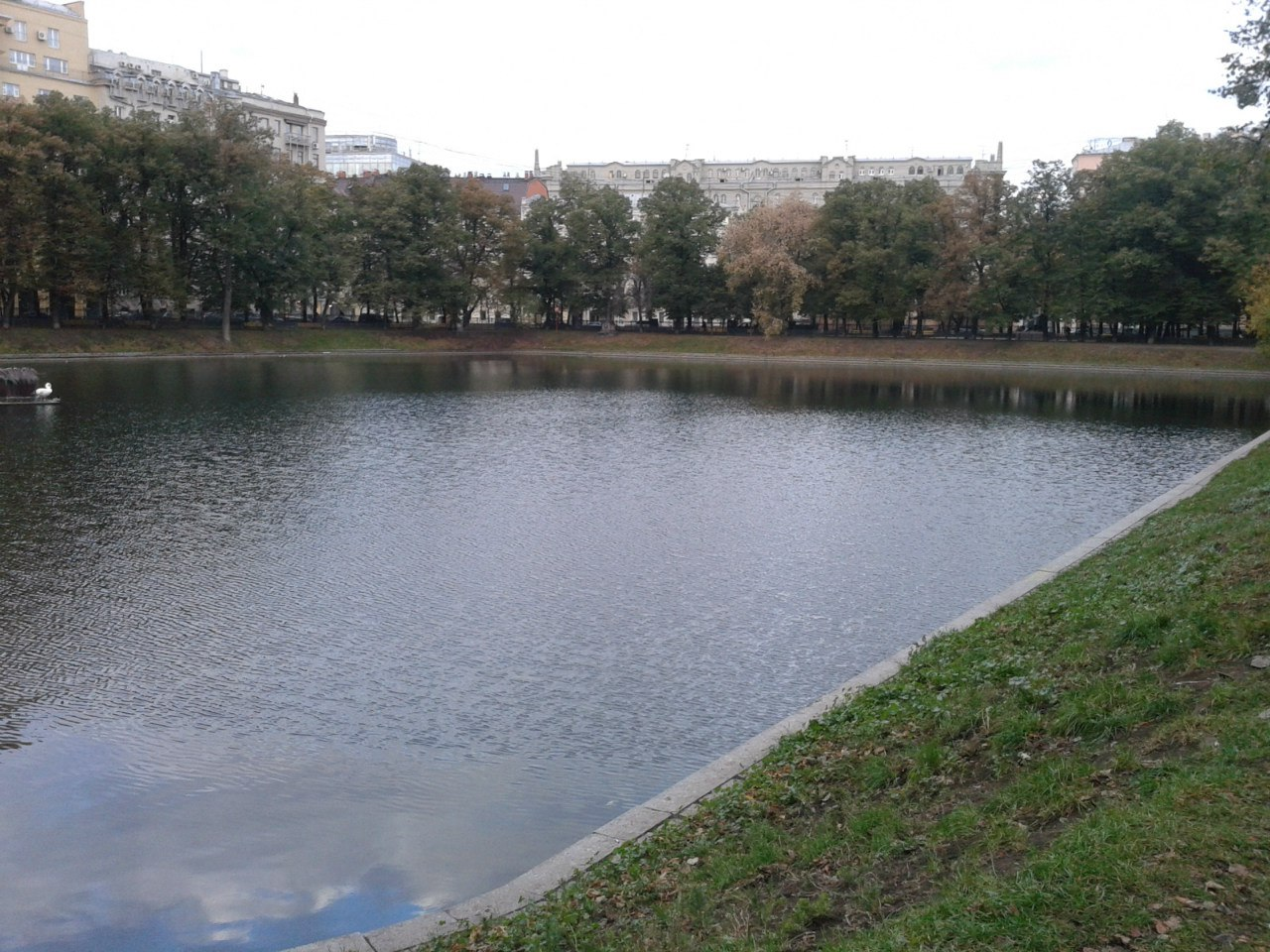
Staw na Patriarszych Prudach. 2015 rok.

Słowo „prud” (ros. пруд) oznacza staw. Patriarszestwo (ros. патриаршество) odnosi się do hierarchy w kościele prawosławnym. Nazwę Patriarsze Prudy można dosłownie przetłumaczyć jako Stawy Patriarchów. Jej geneza sięga XVIII wieku i nawiązuje do trzech istniejących wówczas w tym miejscu stawów, wykorzystywanych na potrzeby hierarchów cerkiewnych, głównie jako źródło ryb. 
Od słowa „patriarszestwo” pochodzą również nazwy dwóch pobliskich ulic: Mały Patriarszy Pierieułek i Duży Patriarszy Pierieułek.

## Historia

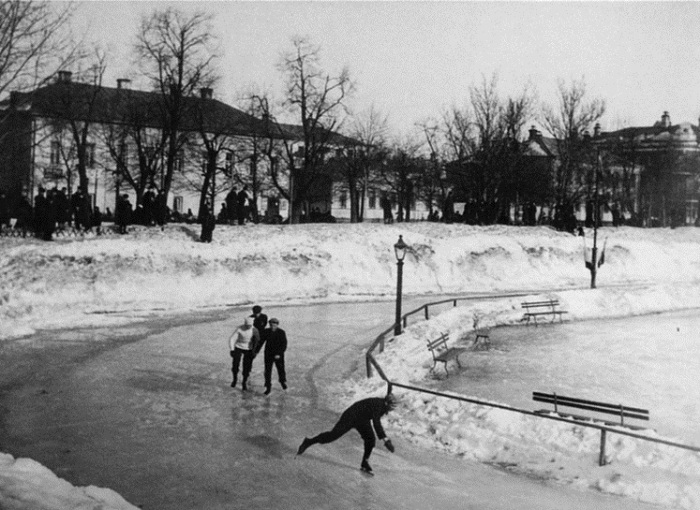
Lodowisko na Patriarszych Prudach.1900 rok.

Pierwotnie w tym miejscu znajdowało się pastwisko dla kóz, nazywane „Kozie bagno”. Teren był bagnisty i nie nadawał się pod budowę domów. Kiedy patriarchą Moskwy był Joachim osuszono część bagien i wykopano trzy stawy. Od lat osiemdziesiątych XVII wieku łowiono w nich ryby, które trafiały na stoły hierarchów cerkiewnych. 
Po pożarze Moskwy w 1812 roku dwa stawy zostały zasypane. Wokół pozostałego utworzono bulwar i teren rekreacyjny. 
Od XIX wieku na terenie parku znajdują się kawiarnie, restauracje, place zabaw dla dzieci. Regularnie organizowane są plenerowe wystawy sztuki, rzeźby i fotografii, spektakle teatrów ulicznych i koncerty.
Każdej zimy na Patriarszych Prudach otwierane jest lodowisko miejskie o łącznej powierzchni 12 tys. m². Tradycja sięga końca XIX wieku. 
Na terenie parku działa również klub szachowy "Dom na Patriarszych". W 2017 roku obok stawu otwarto czytelnię na świeżym powietrzu, umożliwiającą bezpłatne wypożyczenie i wymianę książek. 

## Pomniki

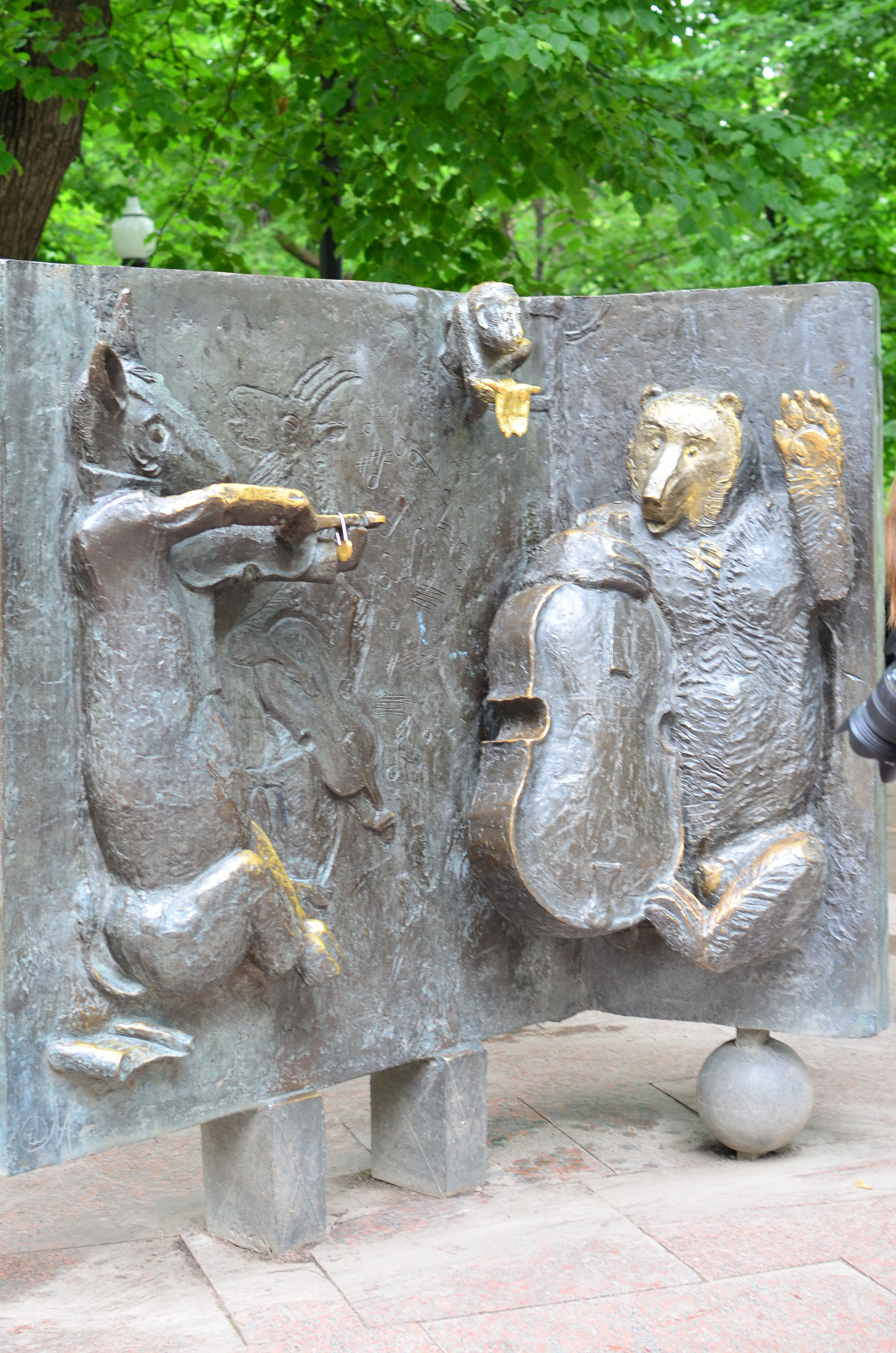
Płaskorzeźba przedstawiająca scenę z bajki Iwana Kryłowa.

Znajduje się tu pomnik Iwana Kryłowa – bajkopisarza i satyryka oraz odlane z brązu płaskorzeźby przedstawiające wybrane sceny z jego bajek. 
W 1998 władze Moskwy ogłosiły konkurs na projekt pomnika, upamiętniającego Michaiła Bułhakowa, który miał nawiązywać do powieści Mistrz i Małgorzata i przedstawiać siłę nieczystą. Projekt nie spodobał się mieszkańcom Moskwy. Planowanego pomnika Bułhakowa i jego bohaterów nie zbudowano z powodu protestów.

## Patriarsze Prudy w literaturze

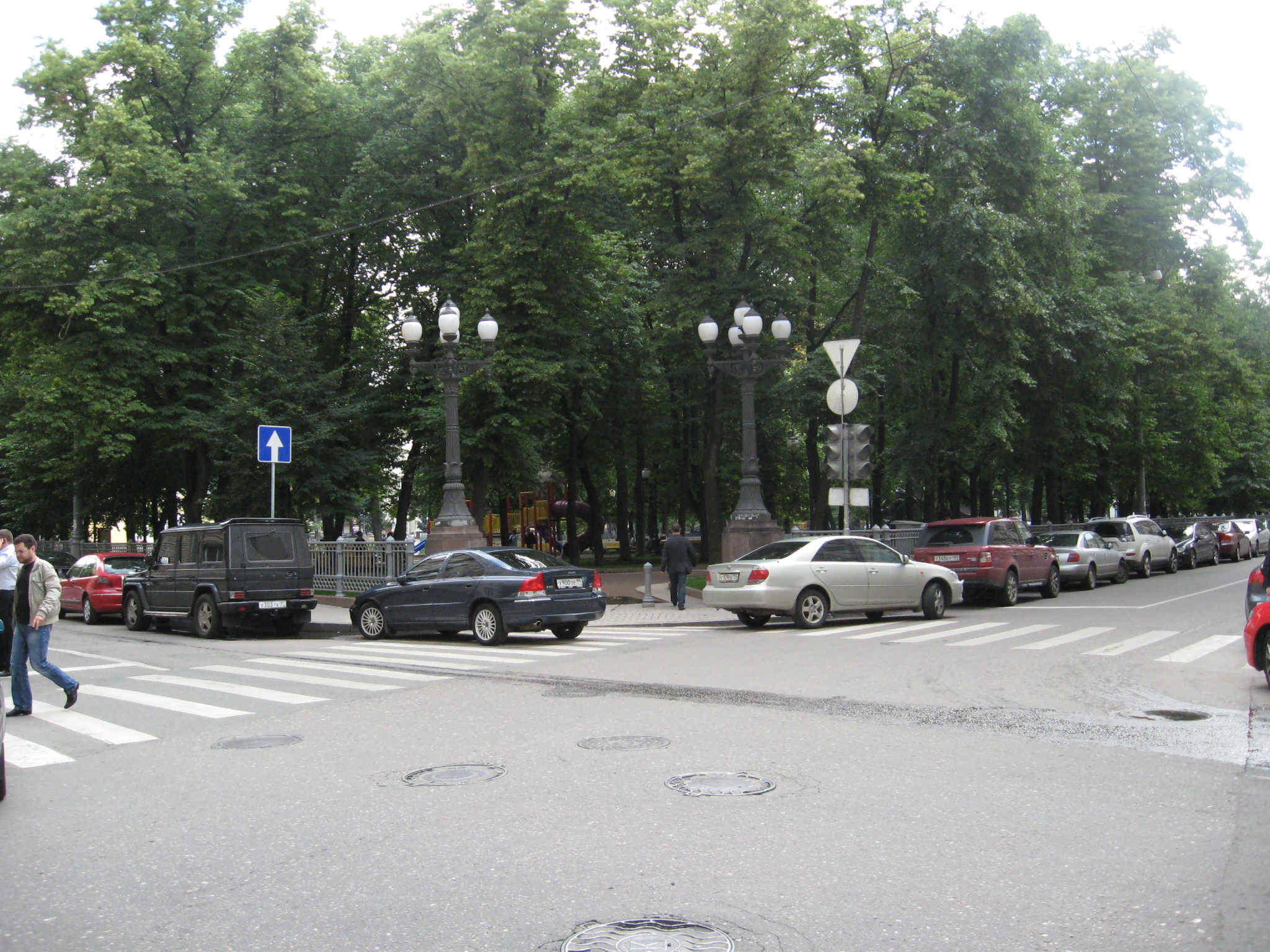
Skrzyżowanie Małej Bronnej i Jermałojewskiej. W tym miejscu zginął Berlioz w powieści Mistrz i Małgorzata.

Miejsce pojawia się w kilku utworach literackich: 
- Na Patriarszych Prudach rozpoczyna się akcja powieści Mistrz i Małgorzata Michaiła Bułhakowa.
- Patriarsze Prudy zostały wspomniane w powieści Anna Karenina Lwa Tołstoja.
- W opowiadaniu Swiatocznaja nocz Lew Tołstoj opisał podróż konnymi saniami do tego miejsca[10][11].
- Na Patriarszych Prudach mieszkała księżna Szelespanska, bohaterka powieści Sożżennaja Moskwa Grigorija Danilewskiego[10].
- W 1957 roku Jewgienij Jewtuszenko napisał wiersz zatytułowany Patriarsze Prudy[4].

## Patriarsze Prudy wMistrzu i Małgorzacie

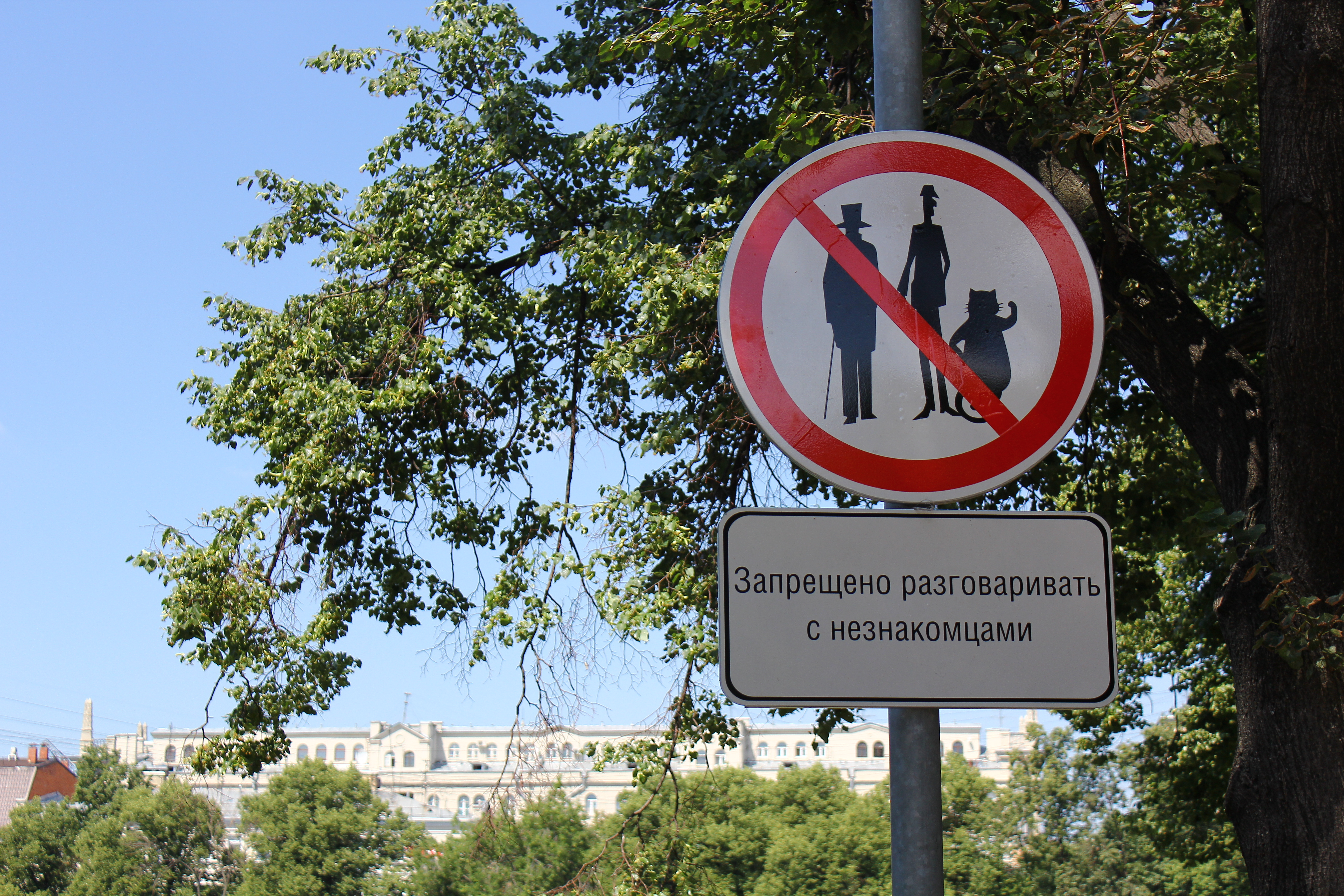
Znak "Zabrania się rozmawiać z nieznajomymi" obok stawu na Patriarszych Prudach. Znak jest eksponatem Muzeum Bułhakowa.

Nazwa parku kilkukrotnie pojawia się w powieści, między innymi w pierwszym zdaniu: "Kiedy zachodziło właśnie gorące wiosenne słońce, na Patriarszych Prudach zjawiło się dwu obywateli". Wymienia ją Woland, w wypowiedzi skierowanej do Berlioza i Bezdomnego: "Dziś wieczorem na Patriarszych Prudach wydarzy się nadzwyczaj interesująca historia". Nazwa pada również w rozmowie Bezdomnego i Mistrza, w szpitalu psychiatrycznym, kiedy to Mistrz odzywa się słowami: "Wczoraj na Patriarszych Prudach spotkał pan szatana".
Na Patriarszych Prudach rozgrywa się akcja pierwszego i trzeciego rozdziału powieści, o tytułach: Nigdy nie rozmawiaj z nieznajomymi oraz Dowód siódmy. Woland, Bezdomny i Berlioz rozmawiają siedząc przodem w stronę stawu i plecami do ulicy Małej Bronnej. Berlioz wpadł pod tramwaj na skrzyżowaniu Małej Bronnej i Jermałojewskiej.